# Taronik
Taronik är by i Armavirprovinsen i Armenien. Taronik ligger 851 meter över havet och har 1 874 invånare.
Den antika staden Metsamor låg förr i det område, där Taronik ligger idag.